# Леденёв, Андрей Романович
Андре́й Рома́нович Леденёв (род. 27 ноября 1959 года в Москве) — советский и российский композитор. Внёс вклад в развитие отечественного кинематографа, написал музыку к полусотне фильмов и театральным спектаклям.

## Биография
В 1985 году закончил ГМУ им. Гнесиных, по классу композиции занимался у своего отца, профессора Московской Государственной консерватории Р. С. Леденёва.
В кинематографе работает с 1982 года, им написана музыка к 50 кино-, теле- и видеофильмам, а также к театральным постановкам. Андрей Леденёв получал призы и дипломы «за лучшую музыку» на кинофестивалях как в стране, так и за рубежом. С 1991 года член Союзов кинематографистов России и Белоруссии.
В 2009 году был членом жюри 3-го Всероссийского конкурса композиторов имени Андрея Петрова.

## Фильмография
- 1982 — «За старым забором» (короткометражный)
- 1983 — «Раннее, раннее утро»
- 1983 — «Комический любовник, или Любовные затеи сэра Джона Фальстафа»
- 1984 — «Почти ровесники»
- 1985 — «Документ Р» (телефильм)
- 1986 — «Вызов»
- 1988 — «Шут»
- 1988 — «Прошедшее вернуть»
- 1988 — «Куб» (мультфильм)
- 1989 — «Кончерто Гроссо» (мультфильм)
- 1989 — «Сапожник и Русалка» (мультфильм)
- 1990 — «Наш человек в Сан-Ремо»
- 1990 — «Супермент» (СССР/Финляндия/БНР/США/ЧССР)
- 1990 — «Наша дача»
- 1991 — «Взвейтесь, соколы, орлами» (мультфильм)
- 1991 — «Мёд осы» (Белоруссия)
- 1992 — «Уик-энд с убийцей»
- 1993 — «Душа моя, Мария» (Белоруссия)
- 1993 — «Декамерон» (мультфильм)
- 1994 — «Частная история» (короткометражный)
- 1994 — «Пол-листа бумаги»
- 1994 — «Здравствуй, племя молодое…» (киноальманах)
- 1994 — «Скерцо» (мультфильм)
- 1997 — «Чего на свете не бывает»
- 1997 — «Close Up»
- 1998 — «Пастораль» (мультфильм)
- 2000 — «Метаморфозы любви (короткометражный)»
- 2001 — «Цветущий холм среди пустого поля»
- 2001 — «Поводырь»
- 2002 — «Свободная женщина»
- 2003 — «Свободная женщина-2»
- 2004 — «Дети Арбата»
- 2005 — «Многоточие»
- 2009 — «Событие»
- 2014 — «Рондо – каприччиозо» (мультфильм)